# Raiffeisenbank Holzkirchen-Otterfing
Die Raiffeisenbank Holzkirchen-Otterfing eG ist eine Genossenschaftsbank mit Sitz in der bayerischen Marktgemeinde Holzkirchen im Landkreis Miesbach.

## Geschichte
Am 15. März 1896 wurde von Holzkirchner Bürgern der Darlehenskassenverein Holzkirchen gegründet. Dieser firmierte ab dem Jahr 1923 als Landwirtschafts- und Gewerbebank Holzkirchen und Umgebung e.G.m.u.H. Diese verschmolz 1953 mit dem Darlehnskassenverein Föching eGmbH mit dem Sitz in Föching und firmierte ab dem Jahr 1971 als Raiffeisenbank Holzkirchen und Umgebung eGmbH. Die Raiffeisenbank Holzkirchen und Umgebung eG fusionierte schließlich 1993 mit der Raiffeisenbank Otterfing eG mit dem Sitz in Otterfing zur heutigen Raiffeisenbank Holzkirchen-Otterfing eG.

## Rechtsverhältnisse
Die Raiffeisenbank Holzkirchen-Otterfing eG ist im Genossenschaftsregister beim Amtsgericht München unter GnR 2048 eingetragen.

## Organisationsstruktur
Rechtsgrundlagen sind das Genossenschaftsgesetz und die durch die Vertreterversammlung beschlossene Satzung. Organe der Bank sind der Vorstand, der Aufsichtsrat und die Vertreterversammlung.

## Sicherungseinrichtung
Die Raiffeisenbank Holzkirchen-Otterfing eG ist der amtlich anerkannten Sicherungseinrichtung des Bundesverbandes der Deutschen Volksbanken und Raiffeisenbanken GmbH und der zusätzlichen freiwilligen Sicherungseinrichtung des Bundesverbandes der Deutschen Volksbanken und Raiffeisenbanken e.V. angeschlossen.

## Geschäftsausrichtung
Die Raiffeisenbank Holzkirchen-Otterfing eG betreibt das Universalbankgeschäft und kooperiert mit der Genossenschaftlichen FinanzGruppe Volksbanken Raiffeisenbanken. Im Verbundgeschäft arbeitet sie mit der DZ Bank, R+V Versicherung, Bausparkasse Schwäbisch Hall, Teambank, VR Leasing, DZ Hyp und der Union Investment zusammen.

## Geschäftsgebiet
Das Geschäftsgebiet liegt im Norden des Landkreises Miesbach. Ihr Geschäftsgebiet umfasst die Gemeinden Holzkirchen und Otterfing.
An diesen Orten betreibt die Bank Filialen:
- Holzkirchen (Hauptstelle, jur. Sitz + 1 SB-Geschäftsstelle)
- Otterfing (Geschäftsstelle)